# When the Music Dies
Chansons représentant l'Azerbaïdjan au Concours Eurovision de la chanson
Running Scared
(2011) Hold Me
(2013)
When the Music Dies (Quand la musique meurt) est la chanson de l'artiste azérie Sabina Babayeva qui représente l'Azerbaïdjan au Concours Eurovision de la chanson 2012 à domicile, à Bakou, en Azerbaïdjan.

## Eurovision 2012
La chanson est présentée le 17 mars 2012 à la suite d'une sélection interne. Sabina avait été choisie à la suite d'une finale nationale.
Elle participe directement à la finale du Concours Eurovision de la chanson 2012, le 26 mai 2012, l'Azerbaïdjan ayant remporté le concours l'année précédente et étant en conséquence l'organisateur en 2012.
Elle termine la finale du concours à la 4e position avec 150 points,.